# The Paradise
Pour les articles homonymes, voir Paradise.
The Paradise ou Bienvenue au Paradis au Québec, est une série télévisée historique britannique en seize épisodes d'environ 59 minutes, produite par la BBC et PBS, diffusée entre le 25 septembre 2012 et le 8 décembre 2013 sur BBC One et à partir du 6 octobre 2013 sur le réseau PBS. Son scénario est vaguement inspiré du roman Au Bonheur des Dames publié par Émile Zola en 1883, mais l'histoire se déroule en Angleterre du Nord-Est. 
Au Québec, la première saison a été diffusée du 21 décembre 2013 au 8 février 2014 sur ARTV. La deuxième saison est disponible doublée sur Netflix et a été diffusée du 6 décembre 2018 au 14 décembre 2018 sur ICI Radio-Canada Télé, au Québec. En France, ARTE a diffusé les première et deuxième saisons les 10, 17, 24 et 31 août 2023. Elle reste inédite dans les autres pays francophones. 

## Synopsis
Fondée sur le roman Au Bonheur des Dames d'Émile Zola, The Paradise raconte l'histoire et les amours tortueuses des gens dont la destinée est influencée par l'arrivée du premier grand magasin du nord de l'Angleterre à la fin du XIXe siècle : le « Paradis ». Le propriétaire, John Moray, veuf et fils de marchands de tissus, a développé sa petite boutique jusqu'à dominer la grande rue au détriment des petits commerçants. De la petite ville de Peebles arrive Denise Lovett, dont l'oncle est justement un petit commerçant luttant pour sa survie. Embauchée au Paradise, Denise Lovett est de plus en plus considérée par John Moray comme l'étoile montante de son enseigne, au grand dam de Miss Audrey, la chef des rayons de mode féminine, et de Clara, une vendeuse. John Moray est financièrement dépendant de Lord Glendenning, dont la fille Katherine est déterminée à se marier avec le patron du grand magasin et voit donc en Denise Lovett une menace.

## Distribution

### Acteurs principaux
- Emun Elliott (VFB : Mathieu Moreau) : John Moray
- Joanna Vanderham (VFB : Marcha Van Boven) : Denise Lovett
- Elaine Cassidy (VFB : Fanny Marcq) : Katherine Glendenning
- Sarah Lancashire (VFB : Myriam Thyrion) : Miss Audrey
- Matthew McNulty (VFB : Antoni Lo Presti) : Dudley
- Peter Wight  : Edmund Lovett, l'oncle de Denise
- David Hayman  : Jonas
- Stephen Wight (en) (VFB : Nicolas Matthys) : Sam
- Sonya Cassidy   : Clara
- Ruby Bentall (VFB : Audrey d'Hulstère) : Pauline
- Finn Burridge   : Arthur
- Patrick Malahide (VFB : Robert Guilmard) : Lord Glendenning
- Ben Daniels : Tom Weston, mari de Katherine (saison 2)[4]
- Katie Moore : Susy (saison 2)
- Lisa Millett : Myrtle, nouvelle cuisinière (saison 2)
- Edie Whitehead : Flora, fille de Tom (saison 2)
- Adrian Scarborough : Fenton (saison 2)

### Acteurs secondaires
- Olivia Hallinan : Mme Brookmire (saison 1)
- Mark Bonnar : Peter Adler (saison 1)
- Arthur Darvill : Bradley Burroughs (saison 1)
- David Bamber : Charles Chisholm (saison 1)
- Kevin Guthrie : Nathanial (saison 2)
- Branka Katić : Clemence (saison 2)

## Production

### Tournage
La série est tournée au château de Lambton qui a été transformé en magasin haut-de-gamme des années 1870. Parallèlement a été construite une longue rue victorienne avec tavernes et échoppes. Biddick Hall (en), également dans le domaine du château de Lambton, est utilisé comme demeure de Lord Glendenning.

### Fiche technique
- Titre original : The Paradise
- Créateur : Bill Gallagher
- Réalisation : David Drury (3 épisodes), Marc Jobst (3 épisodes), Susan Tully
- Scénario : Bill Gallagher (saison 1), Katie Baxendale (1 épisode), Gaby Chiappe (1 épisode). Scénario vaguement inspiré du roman Au Bonheur des Dames d'Émile Zola.
- Direction artistique : Kat Law
- Production : Simon Lewis, Susan Hogg
- Sociétés de production : BBC Drama Productions
- Musique : Maurizio Malagnini
- Pays d'origine : Royaume-Uni
- Langue originale : anglais
- Format : couleur
- Genre : drame
- Durée : 60 minutes

### Diffusion internationale
Date de la première diffusion :
- Royaume-Uni : 25 septembre 2012 sur BBC One
- Hongrie : 9 avril 2013 sur M1
- Suède : 21 juillet 2013
- Allemagne : 8 août 2013
- Finlande : 6 septembre 2013
- États-Unis : 6 octobre 2013
- Canada : janvier 2014 sur ARTV
- France : 10 août 2023 sur ARTE

## Épisodes

### Première saison (2012)
| Titre | Réalisateur | Scénariste      | 1re diffusion | Audience Au Royaume-Uni, en millions de téléspectateurs |
| --- | ----------- | --------------- | ------------- | ------------------------------------------------------- |
| 1 Le Paradis | Marc Jobst  | Bill Gallagher  | 25 septembre  | 6,61                                                    |
| Denise Lovett, une jeune provinciale, arrive à Londres pour travailler chez son oncle Edmund. Or ce dernier peine à faire tourner sa petite boutique à cause de le domination d’un nouveau grand magasin « The Paradise » qui lui vole des clients chaque jour. Denise n’a d’autre solution que d’aller se présenter au Paradise pour un poste de vendeuse. Elle est engagée et placée sous la responsabilité de Miss Audrey, une femme de caractère qui impose des règles strictes à son personnel. Rapidement, Denise va attirer l’attention de John Moray, patron du magasin. Ceci n’est pas sans déplaire à Katherine Glendenning, qui attend une demande en mariage de Moray. |             |                 |               |                                                         |
| 2 Tentation au Paradis | David Drury | Bill Gallagher  | 2 octobre     | 5,79                                                    |
| Katherine Glendenning invite Jocelin Brookmire, une amie de longue date qui traverse une période difficile. Afin de la réconforter elle lui présente le Paradise. Totalement conquise par le charme fou du grand magasin, Jocelin n’hésite pas à dépenser sans compter. Alors qu’elle est victime d’une petite faiblesse, elle demande à Sam, un vendeur, de la raccompagner chez les Glendenning où elle séjourne. Pour remercier le jeune homme, Jocelin le fait revenir à la maison et se livre à lui, en lui révélant qu’elle a quitté son mari et qu’elle est se sent extrêmement seule et mal aimée. Elle embrasse Sam au moment même où Lord Glendenning et Katherine entrent. Pour ne pas perdre la face, Jocelin accuse Sam de comportement inapproprié. Elle demande à Moray de le renvoyer du grand magasin avant que qu'il ne découvre finalement la vérité. Moray, financièrement dépendant de Lord Glendenning est toujours dans une situation délicate. Doit-il épouser Katherine ? |             |                 |               |                                                         |
| 3 Le Bébé Paradis | David Drury | Gaby Chiappe    | 9 octobre     | 5,70                                                    |
| Denise découvre un bébé abandonné dans une cabine du rayon dame. Moray considère le bébé comme une occasion unique pour faire parler du Paradise et augmenter les ventes. Peter Adler, qui dirige un orphelinat, accepte de laisser le bébé au magasin pendant quelque temps avant de lui trouver une famille. Cet événement fait ressortir le passé de Clara qui avait confié sa fille à l’orphelinat peu après sa naissance, mais qui espère bien pouvoir la récupérer un jour. Denise se fait recadrer par Miss Audrey qui n’apprécie pas l’ingéniosité et le talent de la jeune femme. Elle lui interdit de réfléchir et d’avoir de l’ambition. Cette mise au point n’empêche pas Denise de faire part d’une nouvelle idée prometteuse à Moray par l’intermédiaire de Katherine. Le jeune Arthur s’interroge sur son passé. Katherine Glendenning se fait courtiser par Adler. |             |                 |               |                                                         |
| 4 Promotion Paradis | Sue Tully   | Bill Gallagher  | 16 octobre    | 5,14                                                    |
| Miss Audrey s’écroule mystérieusement dans un salon du magasin. Elle a perdu sa voix et doit rester alitée pendant plusieurs jours. Son absence au Paradise oblige Moray à trouver une remplaçante. Alors que Clara espère vivement avoir ce poste temporaire, c’est finalement Denise qui est choisie. Clara, jalouse, tente de nuire à Denise, mais celle-ci est suffisamment sur ses gardes pour ne pas se laisser avoir. Au grand désarroi de son père, Katherine est toujours amoureuse de Moray. Elle met fin à son amitié avec Adler. Miss Audrey revient au Paradise le jour de son anniversaire et reçoit un chaleureux accueil. |             |                 |               |                                                         |
| 5 Clandestine Élégance | Marc Jobst  | Bill Gallagher  | 23 octobre    | 5,82                                                    |
| Afin de pouvoir étendre son magasin, Moray est obligé de racheter la petite boutique de Bradley Burroughs, le barbier de la ville. Bradley accepte à une seule condition : être associé à la direction du Paradise. Moray est dans l’obligation d’accepter sa demande. Jonas est alors missionné de le surveiller de près et de le renvoyer au premier faux pas. Mais il s’avère que le barbier a de quoi faire chanter Moray. Jonas, pour protéger Moray, agit seul et se débarrasse de Burroughs. Denise fait part d’une nouvelle idée à Miss Audrey qui ne tardera pas de la lui voler pour la proposer à Moray. Malheureusement l’événement est un désastre. Le magasin doit se rattraper et c’est à nouveau Denise qui a l’idée d’organiser une soirée secrète pour les dames. Katherine Glendenning provoque Moray en allant faire ses emplettes dans les petits commerces concurrents au Paradise.                                                                                          |             |                 |               |                                                         |
| 6 Les Inséparables | Sue Tully   | Bill Gallagher  | 30 octobre    | 5,30                                                    |
| Des inséparables arrivent au Paradise et deviennent la nouvelle attraction du magasin. Pauline est chargée de s’occuper des oiseux et de les vendre. Jonas est dans la tourmente, il se rapproche du jeune Arthur. Lord Glendenning fait une proportion financière alléchante à Moray et lui donne son consentement pour un mariage avec Katherine. Malgré les avertissements de Miss Audrey, Denise dévoile ses sentiments à Moray et l’embrasse. Jonas profère des menaces envers Lovett et lui demande de quitter la ville afin que le Paradise puisse reprendre son échoppe. Moray offre une bague à Katherine et annonce ses fiançailles à tous les employés du Paradise. Denise fortement contrariée quitte son poste et retourne travailler chez son oncle. Elle décide de lancer avec lui une collection de cravates. Moray la supplie de revenir au Paradise. |             |                 |               |                                                         |
| 7 Les Marchands de Tollgate Street | Marc Jobst  | Katie Baxendale | 6 novembre    | 5,69                                                    |
| Katherine Glendenning est en plein dans les préparatifs de son mariage avec Moray. Elle fait ses emplettes au Paradise et choisit le tissu de sa future robe de mariée. Denise, qui travaille désormais dans l’échoppe de son oncle, décide de créer une coopérative avec tous les petits commerçants de la rue. Le projet est mené à bien et rencontre un franc succès avant de finement échouer à cause de la mésentente des membres de la coopérative. |             |                 |               |                                                         |
| 8 Raison et Sentiments | David Drury | Bill Gallagher  | 13 novembre   | 5,77                                                    |
| Sur la demande de son oncle, Denise retourne travailler au Paradise. Malgré l’approche de son mariage avec Katherine, Moray avoue son amour à Denise. Cependant, il est dans son intérêt de se marier avec Katherine, Lord Glendenning étant à présent propriétaire des terres du Paradise. Katherine met en garde Denise : si elle sabote le mariage, Moray perdra le Paradise. Le corps de Burroughs est retrouvé dans une rivière. Jonas est le principal suspect. Dudley lui demande de quitter son poste au magasin. Peu avant la cérémonie du mariage, Moray rejoint Denise et l’embrasse. |             |                 |               |                                                         |

### Deuxième saison (2013)
Une seconde saison est commandée par BBC One fin octobre 2012, diffusée depuis le 20 octobre 2013.
1. Le Retour de Moray
2. Mademoiselle Audrey
3. Une Place à Prendre
4. Les Grandes Manœuvres
5. La Montre
6. Doubles Jeux
7. Fantômes à Vendre
8. La Loi du Hasard

## Bande originale
Une bande originale avec des titres du compositeur Maurizio Malagnini, est publiée par Silva Screen Records le 26 août 2013. La musique est enregistrée aux Air Studios, à Londres par l'Orchestre de concert de la BBC (en). Elle a remporté en 2013 le titre de meilleure bande originale lors des Music + Sound Award 2013.